# Claudio Gómez Castro
Claudio Gómez Castro (San Felipe, 6 de abril de 1980) es un abogado y político chileno. Ejerció como miembro de la Convención Constitucional por el Distrito N.° 6 hasta la disolución de dicho órgano.

## Biografía
Nació el 6 de abril de 1980 en San Felipe, Región de Valparaíso. Hijo de Osvaldo Gómez Oliva y de María Castro Ramírez. Padre de tres hijos.
Estudió Derecho en la Facultad de Ciencias Jurídicas y Sociales de la Universidad Central de Chile, egresando en el 2007. Su tesis de grado en Ciencias Jurídicas y Sociales se tituló: “Los procedimientos especiales del nuevo proceso laboral chileno. Leyes 20.022, 20.023 y 20.087”. Juró como abogado ante la Corte Suprema de Justicia el 6 de mayo de 2011. Es Máster en Sociedad Democrática, Estado y Derecho, por la Universidad del País Vasco, España.
En el ejercicio de la profesión se ha desempeñado en el ámbito privado y como Profesor de Derecho Político y Municipal de la Escuela de Derecho de la Universidad de Aconcagua, desde el 2010 y su director a partir del año 2012.
Su trayectoria pública se centra en su trabajo por la creación de la Región de Aconcagua, desde la Corporación Aconcagua Región, de la cual es su secretario general.
En las elecciones del 15 y 16 de mayo de 2021 se presentó como candidato a la Convención Constitucional por el 6° Distrito, Región de Valparaíso, en calidad independiente, en cupo del Partido Socialista de Chile, en la Lista del Apruebo. Obtuvo 8209 votos, correspondientes a un 2,50 % del total de sufragios válidamente emitidos. En el proceso de discusión de los Reglamentos de la Convención participó en la comisión de Reglamento. Posteriormente, se incorporó a la comisión temática sobre Forma del Estado, Ordenamiento, Autonomía, Descentralización, Equidad, Justicia Territorial, Gobiernos Locales y Organización Fiscal, donde fue designado coordinador el 21 de febrero de 2022.En mayo de 2022 comienza a desempeñarse en la comisión de Armonización.

## Historial electoral

### Elecciones de convencionales constituyentes de 2021
- Elecciones de convencionales constituyentes de 2021, para convencional constituyente por el Distrito N° 6 (Cabildo, Calle Larga, Catemu, Hijuelas, La Calera, La Cruz, La Ligua, Limache, Llay Llay, Los Andes, Nogales, Olmué, Panquehue, Papudo, Petorca, Puchuncaví, Putaendo, Quillota, Quilpué, Quintero, Rinconada, San Esteban, San Felipe, Santa María, Villa Alemana y Zapallar).[2]

| Candidato                   | Pacto                          | Partido | Votos  | %    | Resultado    |
| --------------------------- | ------------------------------ | ------- | ------ | ---- | ------------ |
| Carolina Vilches Fuenzalida | Apruebo Dignidad               | ILYQ    | 19 071 | 5.81 | Convencional |
| Benjamín Lorca Inzunza      | Independiente (Fuera de pacto) | Ind.    | 14 833 | 4.52 |              |
| Mariela Serey Jiménez       | Apruebo Dignidad               | ILYQ    | 11 829 | 3.60 | Convencional |
| Lisette Vergara Riquelme    | La Lista del Pueblo            | ILS     | 11 370 | 3.46 | Convencional |
| Ruggero Cozzi Elzo          | Vamos por Chile                | RN      | 10 802 | 3.29 | Convencional |
| Chiara Barchiesi Chávez     | Vamos por Chile                | PRCh    | 10 256 | 3.12 |              |
| Daniel Garrido Quintanilla  | Apruebo Dignidad               | PCCh    | 9076   | 2.76 |              |
| Janis Meneses Palma         | Mov. Soc. Independientes.      | ILYK    | 8705   | 2.65 | Convencional |
| Daniela Albornoz Derderian  | Mov. Soc. Independientes.      | ILYK    | 8287   | 2.52 |              |
| Claudio Gómez Castro        | Lista del Apruebo              | ILYB    | 8717   | 2.49 | Convencional |
| Carlos Ominami Pascual      | Lista del Apruebo              | ILYB    | 7613   | 2.32 |              |
| Jorge Correa Sutil          | Lista del Apruebo              | PDC     | 6840   | 2.08 |              |
| Cristóbal Andrade León      | La Lista del Pueblo            | ILS     | 6773   | 2.06 | Convencional |